# 38è Festival Internacional de Cinema de Berlín
El 38è Festival Internacional de Cinema de Berlín va tenir lloc entre el 12 i el 23 de febrer de 1988. El festival va obrir amb la pel·lícula musical Linie 1 de Reinhard Hauff. L'Os d'Or fou atorgat a la pel·lícula xinesa Sorgo roig (Hóng Gāoliáng) dirigida per Zhang Yimou.
La retrospectiva mostrada al festival fou dedicada a les pel·lícules en color titulada The History of Colour Film. Originalment l'actor alemany Gert Fröbe fou seleccionat com a president del jurat, però més tard va declinar degut a una malaltia, després del qual Moritz de Hadeln va nomenar el crític de cinema italià Guglielmo Biraghi com a president del jurat.

## Jurat
Les següents persones foren nomenades com a membres del jurat:
- Guglielmo Biraghi (president del jurat)
- Ellen Burstyn
- Heiner Carow
- Eberhard Junkersdorf
- Tom Luddy
- Heinz Rathsack
- Daniel Schmid
- Andrei Smirnov
- Tilda Swinton
- Anna-Lena Wibom
- Pavlos Zannas

## Pel·lícules en competició
Les següents pel·lícules van competir per l'Os d'Or i per l'Os de Plata:
| Títol original               | Director(s)                    | País                         |
| ---------------------------- | ------------------------------ | ---------------------------- |
| Av Zamanı                    | Erden Kıral                    | Turquia                      |
| Broadcast News               | James L. Brooks                | Estats Units                 |
| La deuda interna             | Miguel Pereira                 | Argentina                    |
| Einer trage des anderen Last | Lothar Warneke                 | RFA                          |
| Ground Zero                  | Bruce Myles, Michael Pattinson | Austràlia                    |
| Hudodelci                    | Franci Slak                    | Iugoslàvia                   |
| Jarrapellejos                | Antonio Giménez-Rico           | Espanya                      |
| Komissar                     | Aleksandr Askoldov             | Unió Soviètica               |
| Kung-Fu Master               | Agnès Varda                    | França                       |
| Life Classes                 | William D. MacGillivray        | Canadà                       |
| Matka Królów                 | Janusz Zaorski                 | Polònia                      |
| Moonstruck                   | Norman Jewison                 | Estats Units                 |
| Phera                        | Buddhadeb Dasgupta             | Índia                        |
| Les possédés                 | Andrzej Wajda                  | França                       |
| Sorgo roig (Hóng gāoliáng)   | Zhang Yimou                    | R.P. de la Xina              |
| Theophilos                   | Lakis Papastathis              | Grècia                       |
| Walker                       | Alex Cox                       | Estats Units/ Mèxic/ Espanya |
| Wohin?                       | Herbert Achternbusch           | RFA                          |
| Yasemin                      | Hark Bohm                      | RFA                          |

## Retrospectiva
Les següents pel·lícules foren exhibides en la retrospectiva:
| Títol original                              | Director(s)                                          | País           |
| ------------------------------------------- | ---------------------------------------------------- | -------------- |
| A Color Box                                 | Len Lye                                              | Regne Unit     |
| Akibiyori                                   | Yasujirō Ozu                                         | Japó           |
| A Matter Of Life And Death                  | Emeric Pressburger, Michael Powell                   | Regne Unit     |
| Anticipation Of The Night                   | Stan Brakhage                                        | Estats Units   |
| A Star Is Born                              | William A. Wellman                                   | Estats Units   |
| Barry Lyndon                                | Stanley Kubrick                                      | Regne Unit     |
| Black Narcissus                             | Emeric Pressburger, Michael Powell                   | Regne Unit     |
| Blood And Sand                              | Rouben Mamoulian                                     | Estats Units   |
| Brigadoon                                   | Vincente Minelli                                     | Estats Units   |
| Das Cabinett des Dr.Caligari                | Robert Wiene                                         | Alemanya       |
| Die Geschichte vom kleinen Muck             | Wolfgang Staudte                                     | Alemanya       |
| Doctor X                                    | Michael Curtiz                                       | Estats Units   |
| Duel In The Sun                             | King Vidor                                           | Estats Units   |
| For Whom the Bell Tolls                     | Sam Wood                                             | Estats Units   |
| Gold Diggers of Broadway                    | Roy Del Ruth                                         | Estats Units   |
| Gone To Earth                               | Emeric Pressburger, Michael Powell, Rouben Mamoulian | Regne Unit     |
| Große Freiheit Nr. 7                        | Helmut Käutner                                       | Alemanya       |
| Gypsy Sweetheart                            | Ralph Staub                                          | Estats Units   |
| House Of Usher                              | Roger Corman                                         | Estats Units   |
| Jigoku-Mon                                  | Teinosuke Kinugasa                                   | Japó           |
| Johnny Guitar                               | Nicholas Ray                                         | Estats Units   |
| Karumen kokyo ni kaeru                      | Keisuke Kinoshita                                    | Japó           |
| King of Jazz                                | John Murray Anderson                                 | Estats Units   |
| Körkarlen                                   | Victor Sjöström                                      | Suècia         |
| La cucaracha                                | Lloyd Corrigan                                       | Estats Units   |
| L'albero d'egli zoccoli                     | Ermanno Olmi                                         | Itàlia         |
| Le ballon rouge                             | Albert Lamorisse                                     | França         |
| L'Inhumaine                                 | Marcel L'Herbier                                     | França         |
| Lola                                        | Rainer Werner Fassbinder                             | Alemanya       |
| Made in U.S.A.                              | Jean-Luc Godard                                      | França         |
| Memphis Belle: A Story of a Flying Fortress | William Wyler                                        | Estats Units   |
| Moby Dick                                   | John Huston                                          | Estats Units   |
| Moulin Rouge                                | John Huston                                          | Regne Unit     |
| Münchhausen                                 | Josef von Báky                                       | Alemanya       |
| One From The Heart                          | Francis Ford Coppola                                 | Estats Units   |
| On Parade                                   | George Pal                                           | Regne Unit     |
| Opfergang                                   | Veit Harlan                                          | Alemanya       |
| Professione: reporter                       | Michelangelo Antonioni                               | Itàlia/ França |
| Ramona                                      | Henry King                                           | Estats Units   |
| Senso                                       | Luchino Visconti                                     | Itàlia         |
| Serene Velocity                             | Ernie Gehr                                           | Estats Units   |
| She Wore A Yellow Ribbon                    | John Ford                                            | Estats Units   |
| Sons of Liberty                             | Michael Curtiz                                       | Estats Units   |
| The Adventures Of Robin Hood                | Michael Curtiz                                       | Estats Units   |
| The Adventures Of Tom Sawyer                | Norman Taurog                                        | Estats Units   |
| The Band Concert                            | Wilfred Jackson                                      | Estats Units   |
| The Belle of New York                       | Charles Walters                                      | Estats Units   |
| Mystery of the Wax Museum                   | Michael Curtiz                                       | Estats Units   |
| The Quiet Man                               | John Ford                                            | Estats Units   |
| The Red Shoes                               | Emeric Pressburger, Michael Powell                   | Regne Unit     |
| The River                                   | Jean Renoir                                          | Regne Unit     |
| The Sword of Monte Cristo                   | Maurice Geraghty                                     | Estats Units   |
| The Toll of the Sea                         | Chester M. Franklin                                  | Estats Units   |
| The Trail Of The Lonesome Pine              | Henry Hathaway                                       | Estats Units   |
| 'The Trouble with Harry                     | Alfred Hitchcock                                     | Estats Units   |
| The Viking                                  | Roy William Neill                                    | Estats Units   |
| Three Little Pigs                           | Burt Gillett                                         | Estats Units   |
| Way Down East                               | David Wark Griffith                                  | Estats Units   |
| Will Success Spoil Rock Hunter?             | Frank Tashlin                                        | Estats Units   |

## Premis

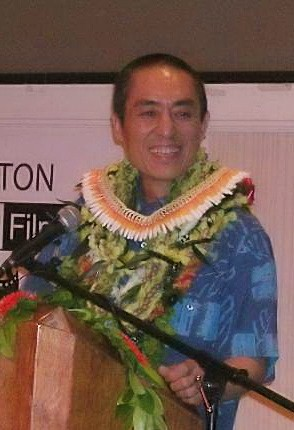
Zhang Yimou, guanyador de l'Os d'Or de l'esdeveniment.

El jurat va atorgar els següents premis:
- Os d'Or: Sorgo roig de Zhang Yimou
- Os de Plata - Premi Especial del Jurat: Komissar d'Aleksandr Askoldov
- Os de Plata a la millor direcció: Norman Jewison per Moonstruck
- Os de Plata a la millor interpretació femenina: Holly Hunter per Broadcast News
- Os de Plata a la millor interpretació masculina: Manfred Möck i Jörg Pose per Einer trage des anderen Last
- Os de Plata per un èxit únic excepcional: Matka Królów de Janusz Zaorski
- Os de plata per a una contribució excepcional: La deuda interna de Miguel Pereira
- Premi FIPRESCI
  - Komissar d'Aleksandr Askoldov